# Giulia Civinini Arrighi
Giulia Civinini Arrighi (Pisa, 20 febbraio 1838 – Pistoia, 20 novembre 1907) è stata un'educatrice italiana e fervente patriota nel Risorgimento italiano.

## Biografia
La madre Gioconda Marini era discendente di una facoltosa famiglia pistoiese, il padre Filippo era medico e docente di anatomia comparata all'Università di Pisa e vivevano nel palazzo Marini, in via Curtatone e Montanara a Pistoia. La morte del padre fu il primo trauma che la colpì nel 1844, quando aveva sei anni: da qui iniziarono i problemi economici e cui si unirono le preoccupazioni dovute all'arresto del fratello Giuseppe, a quindici anni, per atti sovversivi in quanto aderente alla Giovine Italia. Per non andare in prigione, egli scappò a Genova e poi oltre confine, prenderà poi parte all'impresa dei Mille del 1860. Successivamente dall'ottobre del 1869 fino alla morte nel 1874 fu direttore del quotidiano fiorentino "La Nazione" e deputato del Regno d'Italia.
Nel suo libriccino La prima giovinezza di Giuseppe Civinini: memorie, ella racconta la storia della famiglia dal 1850 fino al 1860. Proprio nelle prime pagine si descrive con estrema severità "...una bambina di dodici anni – che dalla scarsa statura ne dimostra appena dieci – con occhi neri, gran copia di capelli, piuttosto biondi che castagni, bruttina parecchio, pallida, pallida, dallo sguardo timido e quasi pauroso".
Dovendo far fronte a problemi economici non le fu possibile istruirsi in maniera completa, nonostante il fratello incitasse la madre a provvedere in tal senso. Ma impegnata a  lavorare e nelle faccende domestiche, studiò e lesse in modo irregolare tanto da definirsi lei stessa "ingenua, incolta, goffa", la sua cultura fu da autodidatta.
A diciannove anni nel 1857 sposò Alessandro Arrighi, più vecchio di lei e vedovo; il matrimonio si rivelò quasi da subito un fallimento per i continui tradimenti del marito che fu propenso a godersi le feste e dilapidare il patrimonio di famiglia. Nel 1865 il matrimonio si risolse con una separazione di fatto e con due figli Elvira e Ciro ai quali dovette provvedere da sola. A questa precaria condizione si aggiunsero anche problemi di salute: a ventidue anni aveva iniziato a soffrire di una malattia invalidante a un ginocchio che la costrinse ad utilizzare una gruccia per tutta la sua vita.
Nonostante le precarie condizioni economiche in cui versava non si abbattè e reagì iniziando a scrivere. Si avvicinò sempre più all'amica Anna Gherardi Del Testa sposata Corsini, donna colta ed aperta, conosciuta nel 1864, prima maestra a Pistoia e poi direttrice della scuola delle Peschiere di Genova. Grazie a questa amicizia si indirizzò verso l'insegnamento.

## La scuola femminile
Nel 1865 fondò una scuola femminile, ospitata nel Conservatorio di San Giovanni Battista, e sostenuta anche dal sacerdote Giuseppe Tigri, regio ispettore scolastico. che divenne il principale centro di educazione femminile pistoiese, con  alunne che provenivano da tutta Italia,  offrendo  in una educazione completa, dall'asilo all'istruzione superiore. Dal 1874 il Conservatorio ha potuto disporre di acqua corrente e da inizio '900 anche di energia elettrica e caloriferi.
La scuola era aperta ogni giorno dalle 9 alle 16, fra le materie di insegnamento c'erano lettura, calligrafia, lingua italiana, aritmetica, storia, geografia, scienze, francese, disegno e lavori da donna. Aveva un programma nutrito a differenza delle altre scuole che si occupavano esclusivamente di dottrina cristiana, primi elementi di lettura e cucito di bianco e maglia, dottrina sacra, doveri di religione ed esercizi di memoria.
Lei aveva un diverso modo di intendere l'istruzione della donna  che voleva fosse coniugata con l'educazione. Una impostazione che la legava alla sua amica Anna, entrambe tese al superamento della visione dell'educazione della donna volta solo a creare le virtù domestiche di madre e moglie.  L'usanza allora imponeva che l'istruzione delle donne si limitasse alla "meccanica del leggere e talora dello scrivere" escludendo cognizioni matematiche. Così le bambine povere iscritte al Conservatorio delle Crocifissine e alle scuole Leopoldine dovevano imparare a "incannare seta, tessere lino, cucire, ricamare, fare la maglia e la treccia, con qualche nozione, per le volenterose, di lettura e abbaco".
I consiglieri del liceo "Forteguerri", il più importante istituto di istruzione cittadino, fecero presente la "necessità di provvedere in avvenire la città nostra di scuole anco per le femmine, la cui ignoranza era ormai sentita come intollerabile". In questo contesto operò per molti anni con la scuola scuola privata, anche quando nel 1875 iniziarono ad aprire scuole pubbliche.
Scrisse: "L'istruzione elementare indispensabile per tutti; gli studi superiori riservati solo agli ingegni eletti". Appare così il suo pensiero contagiato dall'idea risorgimentale della donna da educare non per se stessa, ma in quanto educatrice degli uomini per rendere gloriosa la patria e prospero il focolare domestico.
Seppe spendere la sua cultura per crearsi un'indipendenza economica e rivolgere lo sguardo ai problemi del mondo che continuava ad escludere le donne e a negarne l'identità e che lei affrontò con intelligenza, tenacia e decisione.

## Altre attività
Benché l'insegnamento assorbisse molte delle sue energie, diresse insieme ad altre tre concittadine la "Lega per l'istruzione e l'educazione del popolo", costituita nel 1876, che aveva l'obiettivo di fornire un'alternativa all'istruzione impartita dalla Chiesa, dando il via ad una scuola domenicale per adulti rimasta attiva fino al 1881.
Fu presidente della Società operaia femminile Regina Margherita, fondata nel 1877 e  composta da patronesse, socie ordinarie e straordinarie che si tassavano per finanziarla, disponeva di un'ostetrica e di due medici che intervenivano in caso di malattie che davano diritto ad un sussidio. Si trattava di un'associazione di beneficenza e assistenza filantropica, ma era pur sempre una manifestazione di assunzione di responsabilità pubbliche, un primo tentativo femminile di avere un ruolo nella società.
Nel 1877 fece un coraggioso intervento nei locali dell'Accademia di Scienze, Lettere ed Arti, detta Accademia del Carmine, in cui trattò l'argomento "La missione della donna e il lavoro".

## Riconoscimenti
- Nel primo centenario della morte di Giuseppe Garibaldi, è stato pubblicato il volume G. Garibaldi a Pistoia[9] in cui si trova la poesia che Giulia scrisse  per onorare la visita di Garibaldi a Pistoia nel 1867[10].

## Scritti
- Versi, Pistoia, Tip. Niccolai, 1874
- In morte di Emilia Bargiacchi nata Rossi, Pistoia,Tip. Niccolai, 1877
- Racconti per fanciulle, Pistoia, Tip. Niccolai, 1880
- Educazione del cuore, Pistoia, Tip. Niccolai, 1894
- La prima giovinezza di Giuseppe Civinini: memoria di Giulia Civinini Arrighi,, Firenze, Ufficio della Rassegna Nazionale, 1906.
- Pensieri ed affettiː prose e poesie, Milano, A. Solmi, 1909